# Pozzo d'aria (condensatore)

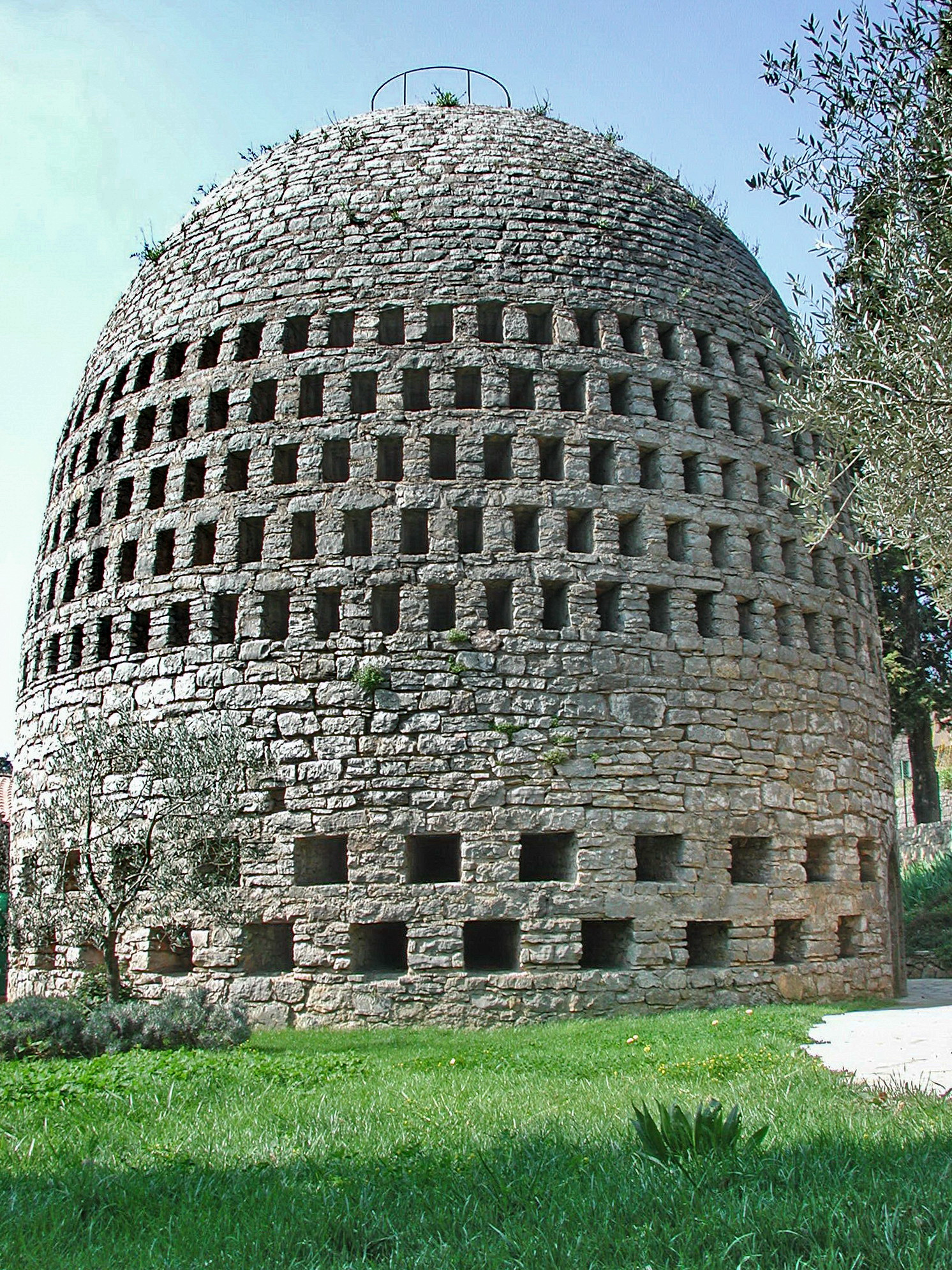
Pozzo d'aria a grande massa dell'ingegnere belga Achile Knapen a Trans-en-Provence.

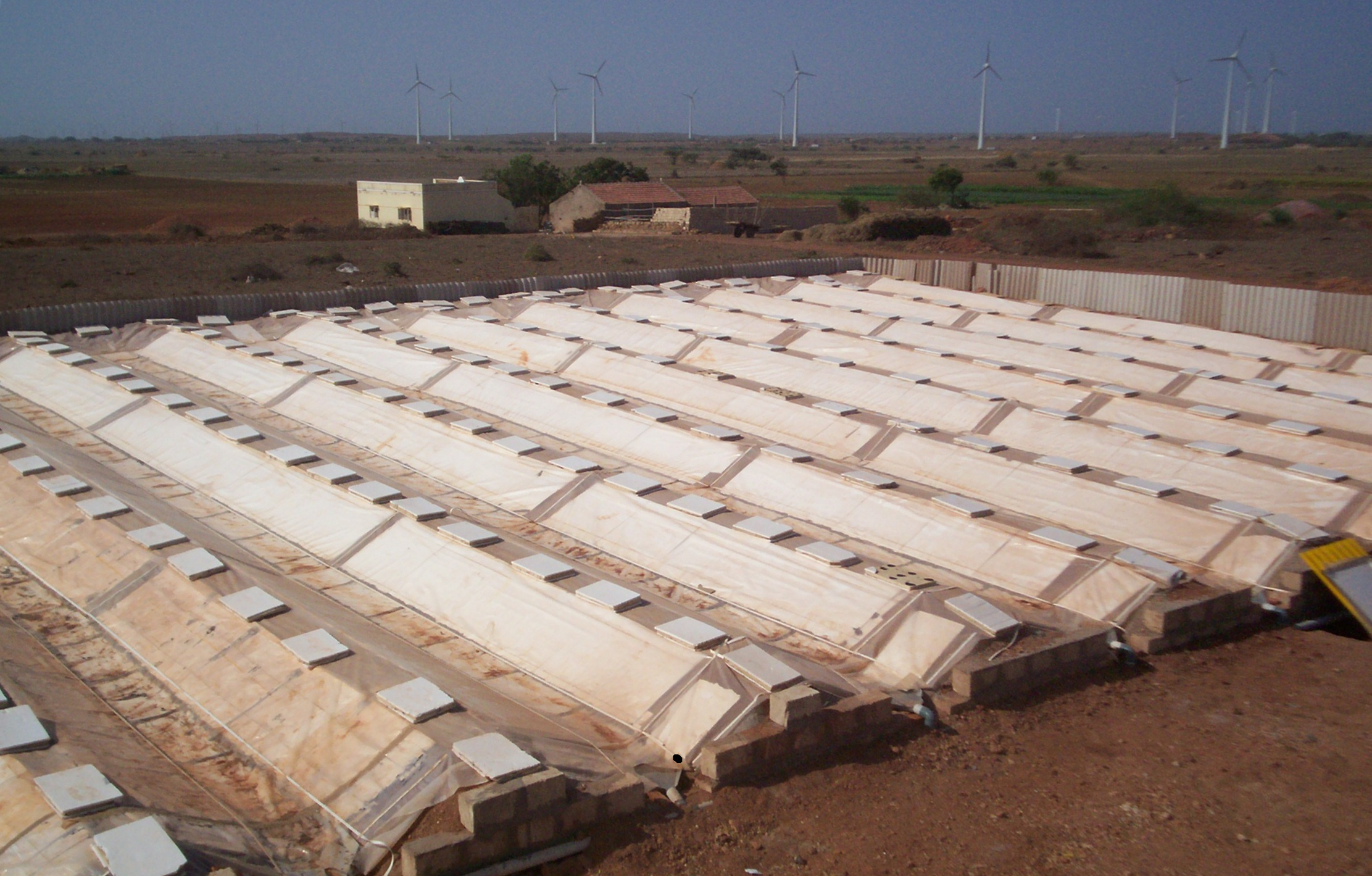
Un condensatore radiativo da 550 m^{2} situato nel nord-ovest dell'India.

Un pozzo d'aria (o pozzo aereo) è una struttura o un dispositivo che raccoglie l'acqua attraverso la condensazione dell'umidità dall'aria. Le tipologie di pozzi d'aria sono numerose e varie, ma i progetti più semplici sono completamente passivi, non richiedono sorgenti esterne di energia e dispongono di poche parti in movimento.
- Pozzi d'aria di grandi dimensioni: utilizzati all'inizio del XX secolo, senza, tuttavia, buon esito.[3]
- Pozzi d'aria di piccole dimensioni, collettori radiativi: sviluppati nel corso del XX secolo, si sono dimostrati essere molto più utili.[3]
- Collettori attivi: questi raccolgono l'aria allo stesso modo dei deumidificatori; sebbene siano efficaci, necessitano di fonti energetiche, rendendoli poco convenienti a meno di particolari circostanze. I progetti più moderni di condensatori attivi prevedono l'utilizzo di fonti energetiche rinnovabili.[4]

## Inquadramento

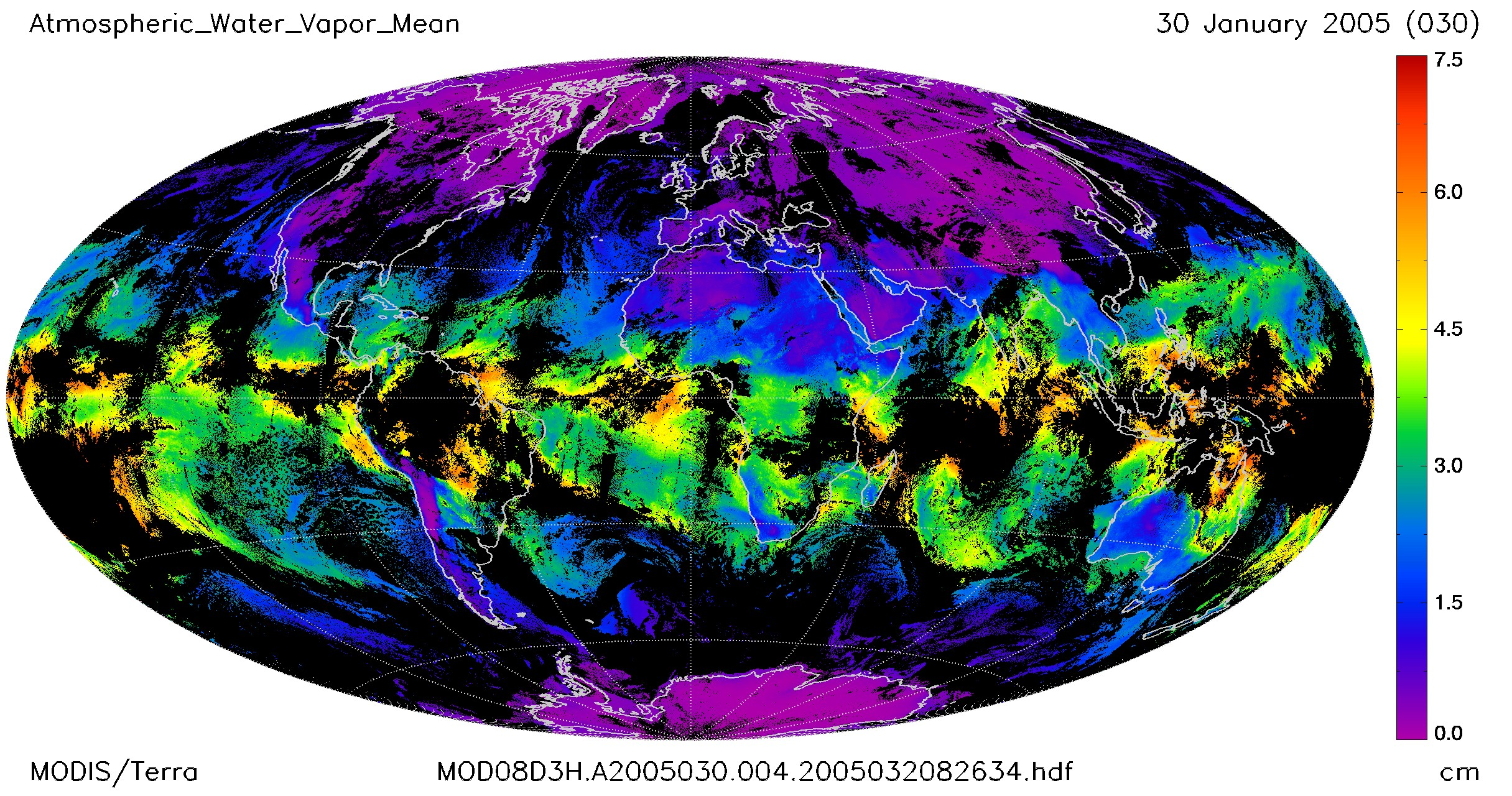
Vapore acqueo atmosferico globale al 30 gennaio 2005. Inverno dell'emisfero boreale e estate nell'emisfero australe.

Tutti i progetti del pozzo d'aria incorporano un substrato avente una temperatura sufficientemente bassa, in modo che si formi la rugiada. La rugiada è una forma di precipitazione che si verifica naturalmente quando il vapore acqueo atmosferico si condensa su un substrato. Essa è distinta dalla nebbia, perché la nebbia è composta di gocce d'acqua che si condensano attorno alle particelle d'aria. La condensa rilascia il calore latente che deve essere dissipato per continuare la raccolta dell'acqua.
Un pozzo d'aria richiede l'umidità dall'aria. Ovunque sulla terra, anche nei deserti, l'atmosfera circostante contiene almeno un po' d'acqua. Secondo Beysens e Milimouk: "L'atmosfera contiene 12.900 chilometri cubi di acqua dolce, composta dal 98 per cento di vapore acqueo e dal 2 per cento di acqua condensata (nuvole): una cifra comparabile alle risorse idriche liquide rinnovabili delle terre abitate (12.500 km3)." La quantità di vapore acqueo contenuta nell'aria è comunemente detta umidità relativa, e ciò dipende dalla temperatura: l'aria più calda che può contenere più vapore acqueo rispetto all'aria più fredda. Quando l'aria viene raffreddata fino al punto di rugiada, essa diventa satura e l'umidità si condensa su una superficie adeguata. Ad esempio, la temperatura di rugiada dell'aria a 20 °C e l'80% di umidità relativa è di 16 °C. La temperatura di rugiada scende a 9 °C  se l'umidità relativa è del 50%.
Una tecnica correlata a questa, ma distinta, per ottenere l'umidità atmosferica è la cattura della nebbia.
Un pozzo d'aria non deve essere confuso con uno stagno di rugiada. Uno stagno di rugiada è un stagno artificiale destinato all'abbeveramento del bestiame. Lo stagno di rugiada propriamente detto (a volte detto anche stagno di nuvole o stagno di nebbia) deriva dalla credenza ampiamente diffusa che lo stagno sia riempito dall'umidità dall'aria. In realtà, gli stagni di rugiada sono principalmente riempiti da acqua piovana.
Una pacciamatura pietrosa può aumentare in modo significativo i rendimenti delle colture in aree aride. Questo è il caso soprattutto nelle Isole Canarie: sull'isola di Lanzarote cadono circa 140 millimetri di pioggia ogni anno e non ci sono fiumi permanenti. Malgrado ciò, colture consistenti possono essere coltivate usando una pacciamatura di pietre vulcaniche, una tecnica scoperta dopo le eruzioni vulcaniche nel 1730. Alcuni credono che la pacciamatura in pietra possa favorire la rugiada; anche se l'idea ha ispirato alcuni teorici, sembra improbabile che l'effetto sia significativo. Piuttosto, le piante sono in grado di assorbire la rugiada direttamente dalle foglie, e il vantaggio principale di un pacciame in pietra è quello di ridurre la perdita di acqua dal suolo e di eliminare la concorrenza delle erbe infestanti.

## Storia
A partire dai primi anni del XX secolo, diversi inventori hanno compiuto ricerche ed esperimenti sui condensatori d'aria di grandi dimensioni. Notevoli contributi sono venuti, ad esempio, dall'ingegnere russo Friedrich Zibold (chiamato talvolta Friedrich Siebold), dal bioclimatologo francese Leon Chaptal, dal ricercatore tedesco-australiano Wolf Klaphake e dall'inventore belga Achille Knapen.

### Il collettore di Zibold

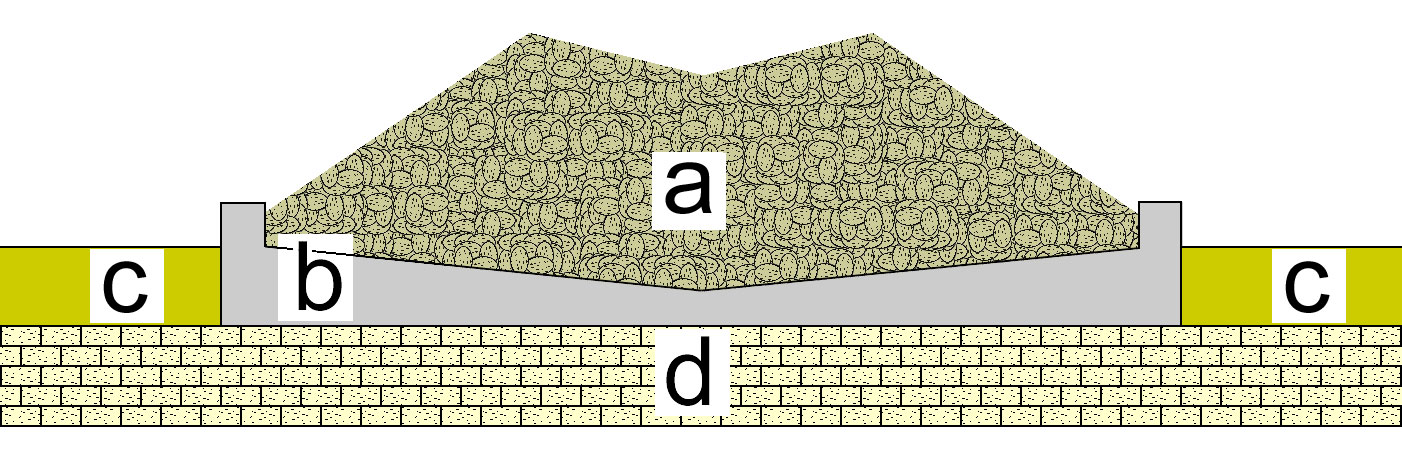
Sezione del condensatore di Zibold. (a) è un tronco di cono di ciottoli da di diametro alla base e di diametro alla sommità. (b) è una vasca di calcestruzzo; un tubo (non mostrato) conduce lontano dalla base della ciotola ad un punto di raccolta. (c) è il livello del suolo e (d) è la base naturale di calcare.

Nel 1900, vicino al sito dell'antica città bizantina di Feodosia, tredici grandi pilastri di pietre furono scoperti da Zibold, un forestale e ingegnere responsabile di questa zona. Ogni palo di pietra ricopriva poco più di 900 metri quadri ed era alto circa 10 metri. I reperti furono associati ai resti di tubi di terracotta di 75 millimetri che apparentemente portavano a pozzi e fontane in città. Zibold concluse che le pile di pietra erano condensatori che fornivano l'acqua di Feodosia. Egli calcolò che ogni pozzo d'aria produceva ben più di 55.400 litri ogni giorno.
Per verificare la sua ipotesi, Zibold costruì un condensatore di pietra a pali ad un'altitudine di 288 metri sul monte Tepe-Oba, vicino all'antico sito di Feodosia. Il condensatore di Zibold era circondato da un muro alto 1 metro, largo 20 metri, intorno ad un'area di raccolta a forma di ciotola con drenaggio. Utilizzò pietre marine di 10-40 centimetri di diametro, impilate per 6 metri in un tronco di cono del diametro di 8 metri alla sommità. La forma del palo di pietra permetteva un buon flusso d'aria con solo un minimo contatto termico tra le pietre.
Il condensatore di Zibold cominciò a funzionare nel 1912 con una produzione giornaliera massima, che successivamente si è calcolata essere di 360 litri (Zibold non pubblicò i risultati dei suoi risultati al tempo). La base sviluppò perdite che costrinsero l'esperimento a terminare nel 1915 e il sito fu parzialmente smantellato prima di essere abbandonato. (Il sito fu poi riscoperto nel 1993 e ripulito.) Il condensatore di Zibold era approssimativamente della stessa dimensione degli antichi pilastri di pietra che erano stati trovati, e, sebbene il rendimento fosse molto inferiore a quella che Zibold aveva calcolato per le strutture originali, l'esperimento fu d'ispirazione per i ricercatori successivi.

### Il collettore di Chaptal
Ispirato al lavoro di Zibold, nel 1929 Chaptal costruì un piccolo pozzo d'aria vicino a Montpellier. Il condensatore di Chaptal era una struttura in calcestruzzo piramidale di 3 metri di lato e 2,5 metri di altezza, era riempito con 8 metri cubi di pezzi di calcare di circa 7,5 centimetri di diametro. Piccoli fori di sfiato circondavano sia la parte superiore che quella inferiore della piramide. Questi fori potevano essere chiusi o aperti a seconda dell'esigenza di controllo del flusso dell'aria. La struttura veniva lasciata raffreddare durante la notte, e poi l'aria umida calda veniva fatta entrare durante il giorno. La rugiada si formava sui pezzi di calcare e veniva raccolta in un serbatoio sotto il livello del suolo. La quantità di acqua ottenuta variava da 1 a 2,5 litri al giorno a seconda delle condizioni atmosferiche.
Chaptal non considerava il suo esperimento un successo. Quando si ritirò, nel 1946, mise il condensatore fuori uso, probabilmente perché non voleva lasciare un'installazione erronea che inducesse in errore coloro che avrebbero potuto proseguire gli studi sui pozzi d'aria.

### Il collettore di Klaphake
Wolf Klaphake era un chimico di successo che lavorava a Berlino negli anni 1920 e 1930. Durante questo periodo, sperimentò diverse forme di pozzi d'aria in Jugoslavia e sull'Isola di Vis (Lissa) nell'Adriatico. Il lavoro di Klaphake fu ispirato da Zibold e dalle opere di Maimonide, un noto studioso ebraico che scrisse in arabo circa 1.000 anni fa e che menzionò l'uso di condensatori d'acqua in Palestina.
Klaphake sperimentò un progetto molto semplice: un'area di pendio di montagna fu eliminata e levigata con una superficie impermeabile. Era ombreggiata da un semplice baldacchino sostenuto da pilastri o creste. I lati della struttura erano chiusi, ma i bordi superiore e inferiore erano lasciati aperti. Di notte il pendio della montagna si raffreddava e di giorno l'umidità si raccoglieva e scendeva lungo la superficie levigata. Anche se il sistema apparentemente funzionava, era costoso e Klaphake adottò alla fine un progetto più compatto basato su una struttura in muratura. Questo progetto era un edificio a forma di pan di zucchero, alto circa 15 metri, con pareti di almeno 2 metri, con fori in alto e in basso. La parete esterna era fatta di calcestruzzo per dare un'elevata capacità termica e la superficie interna era costituita da un materiale poroso come l'arenaria. Secondo Klaphake:
Le tracce dei condensatori di Klaphake sono state identificate in modo incerto.
Nel 1935 Wolf Klaphake e sua moglie Maria emigrarono in Australia. La decisione di Klaphake di emigrare fu probabilmente principalmente il risultato degli incontri di Maria con le autorità naziste; la decisione di stabilirsi in Australia (anziché, ad esempio, in Gran Bretagna) fu però influenzata dal desiderio di Wolf di sviluppare un condensatore di rugiada. Dato che era un continente asciutto, l'Australia avrebbe probabilmente avuto bisogno di fonti alternative di acqua dolce e il Premier dell'Australia Meridionale, che Klaphake aveva incontrato a Londra, aveva espresso interesse. Klaphake aveva fatto una proposta specifica di un condensatore nella piccola città di Cook, dove non c'era alcuna fornitura di acqua potabile. A Cook, la società ferroviaria aveva precedentemente installato un grande condensatore attivo a carbone, ma aveva un costo di gestione proibitivo, ed era più economico semplicemente trasportare l'acqua. Tuttavia, il governo australiano rifiutò la proposta di Klaphake, ed egli perse interesse per il progetto.

### Il pozzo aereo di Knapen
Knapen, che aveva lavorato in precedenza nella deumidificazione degli edifici, si ispirò al lavoro di Chaptal e decise di costruire un grande, ambizioso puits aerien (pozzo aereo) sopra una collina alta 180 metri (590 ft) a Trans-en-Provence in Francia. Iniziata nel 1930, la torre di Knapen aveva impiegato 18 mesi nella costruzione; essa è ancora là, ma in condizioni di abbandono. Quando fu costruita, seppe catturare l'interesse del pubblico.
La torre è alta 14 metri (46 ft) ed ha massicce pareti in muratura spesse circa 3 metri (9,8 ft) con una serie di aperture laterali per consentire all'aria di entrare nella struttura. All'interno vi è una massiccia colonna in calcestruzzo. Di notte l'intera struttura viene lasciata raffreddare e durante il giorno l'aria calda umida entra nella struttura attraverso le alte aperture, si raffredda, scende e lascia l'edificio dalle aperture inferiori. La supposizione di Knapen era che l'acqua si condensasse sulla colonna interna fredda. In linea con la constatazione di Chaptal che prevede che la superficie di condensazione debbe essere ruvida e che la tensione superficiale debba essere sufficientemente bassa in modo che l'acqua condensata possa gocciolare, la superficie esterna della colonna centrale fu costellata di piastre di ardesia. Le tavole di ardesia furono collocate quasi verticalmente per incoraggiare il gocciolamento verso un bacino di raccolta nella parte inferiore della struttura. Purtroppo, il pozzo aereo raggiunse mai nulla di simile alla prestazione sperata e non produsse che pochi litri d'acqua ogni giorno.

### Organizzazione Internazionale per l'Utilizzazione della Rugiada

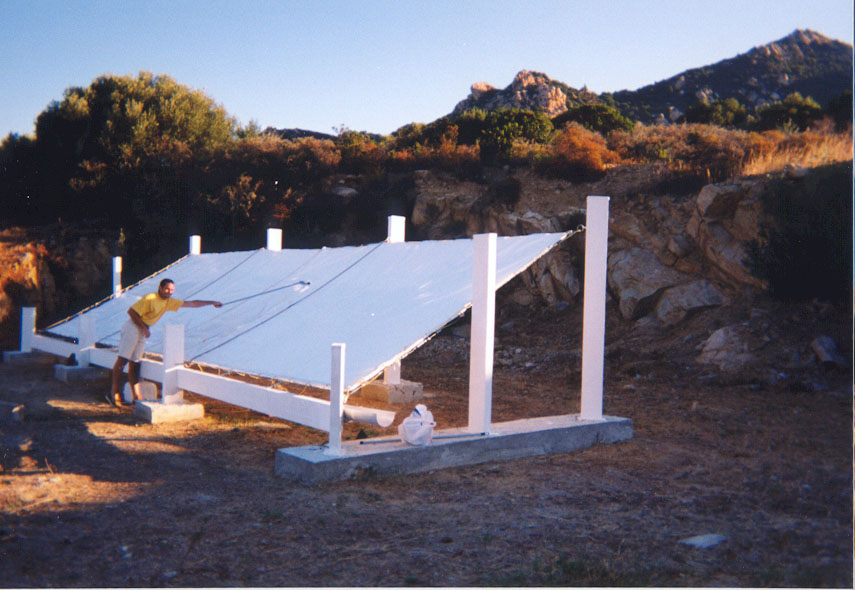
Grande condensatore di rugiada OPUR in Corsica.

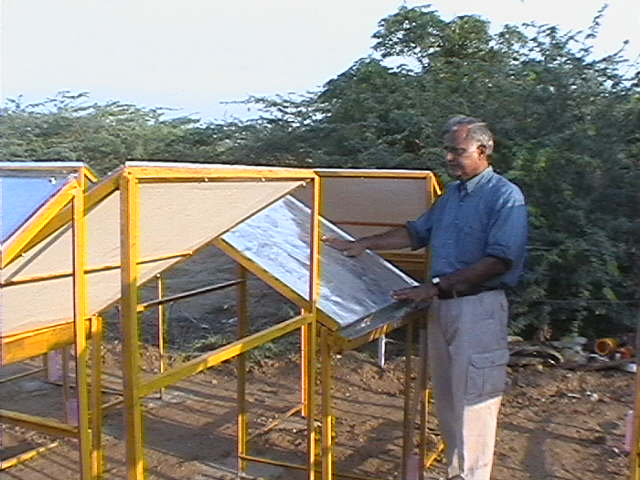
Sito di prova di un condensatore radiativo di rugiada nel villaggio Kothar nel nord-ovest dell'India vicino alla costa del Mare Arabico.

Alla fine del ventesimo secolo, la meccanica di come la rugiada si condensa era compresa molto meglio. L'intuizione chiave era che i collettori a bassa massa, che perdono il calore rapidamente per irradiazione, sono più efficienti. Un certo numero di ricercatori lavorarono su questo metodo. Nei primi anni 1960, condensatori di rugiada realizzati con fogli di polietilene appoggiati su un semplice telaio simile a una tenda di crinale furono utilizzati in Israele per irrigare le piante. Le pianticelle irrigate di rugiada e di leggerissime piogge da questi collettori sopravvivevano molto meglio del gruppo di controllo piantato senza tali aiuti - tutti questi, infatti, si seccarono nel corso dell'estate. Nel 1986, nel Nuovo Messico, i condensatori fatti di una speciale lamina produssero acqua sufficiente per alimentare i giovani germogli.
Nel 1992 un gruppo di accademici francesi partecipò a una conferenza sulla materia condensata in Ucraina, dove il fisico Daniel Beysens presentò loro la storia di come anticamente Feodosia era rifornita di acqua dai condensatori di rugiada. Essi furono sufficientemente intrigati da finire per visitare il luogo per proprio conto, nel 1993. Essi conclusero che i tumuli che Zibold identificò come condensatori di rugiada erano in realtà antichi tumuli funerari (una parte della necropoli dell'antica Feodosia) e che i tubi erano di origine medievale e non associati ai tumuli. Essi trovarono inoltre i resti del condensatore di Zibold, che ripulirono ed esaminarono attentamente. Il condensatore di Zibold aveva apparentemente funzionato ragionevolmente bene, ma in realtà i suoi esatti risultati non sono affatto chiari, ed è possibile che il collettore stesse intercettando la nebbia, la quale potrebbe avere migliorato notevolmente il rendimento. Se mai il condensatore di Zibold funzionasse, questo era probabilmente dovuto al fatto che alcune pietre vicino alla superficie del tumulo erano in grado di perdere il caldo di notte mentre erano isolate termicamente dal suolo. Tuttavia, non avrebbe mai potuto produrre il rendimento che Zibold aveva previsto.
Spinto dall'entusiasmo, il gruppo tornò in Francia e istituì l'Organizzazione Internazionale per l'Utilizzazione della Rugiada (OPUR), con l'obiettivo specifico di rendere la rugiada disponibile come fonte alternativa di acqua.
L'OPUR iniziò uno studio sulla condensazione di rugiada in condizioni di laboratorio; svilupparono una speciale pellicola idrofobica e sperimentarono impianti di prova, tra cui un collettore da 30 metri quadrati in Corsica. Le intuizioni cruciali comprendevano l'idea che la massa della superficie di condensazione dovrebbe essere la più piccola possibile in modo da non poter trattenere facilmente il calore, che dovrebbe essere protetta dalle irradiazioni termiche indesiderate da uno strato di isolamento e che dovrebbe essere idrofobica, per liberare facilmente l'umidità condensata.
Quando furono pronti per la loro prima installazione pratica, seppero che uno dei loro membri, Girja Sharan, aveva ottenuto un contributo per costruire un condensatore di rugiada a Kothara, in India. Nell'aprile del 2001, Sharan aveva notato incidentalmente una sostanziale condensa sul tetto di un cottage di Toran Beach Resort nell'arida regione costiera di Kutch, dove stava soggiornando per breve tempo. L'anno successivo, indagò il fenomeno più attentamente e intervistò persone del luogo. Finanziati dall'Agenzia per lo Sviluppo Energetico di Gujarat e dalla Banca Mondiale, Sharan e la sua squadra continuarono a sviluppare condensatori passivi e radiativi per l'uso nell'arida regione costiera di Kutch. La commercializzazione attiva cominciò nel 2006.
Sharan provò un'ampia gamma di materiali e ottenne buoni risultati da lamiere di ferro zincato e alluminio, ma scoprì che i fogli della speciale plastica sviluppata dall'OPUR di soli 400 micrometri di spessore, funzionavano generalmente anche meglio dei fogli di metallo ed erano meno costosi. La pellicola plastica, nota come lamina OPUR, è idrofila ed è realizzata in polietilene miscelato con biossido di titanio e solfato di bario.

## Tipologie
Vi sono tre principali approcci nella progettazione dei pozzi di calore per la raccolta dell'umidità dell'aria nei pozzi d'aria: a grande massa, radiativo ed attivo. All'inizio del XX secolo, vi era un grande interesse nello sviluppo dei pozzi d'aria di grande massa ma, nonostante i grandi sforzi di sperimentazione — compresa la costruzione di imponenti strutture — quest'approccio si dimostrò infine fallimentare.
Dalla fine del XX secolo in poi, vi è stato un sempre crescente interesse nella sperimentazione dei collettori radiativi a piccola massa; questi si sono dimostrati di maggiore successo.

### A grande massa
Il progetto del pozzo d'aria a grande massa tenta di raffreddare una grande massa in muratura attraverso aria fredda notturna entrante nella struttura a causa dei venti o della convezione naturale. Durante il giorno, il calore del sole porta ad una maggiore umidità atmosferica. Quando l'aria umida diurna entra nel pozzo d'aria, essa si condensa sulla muratura presumibilmente fredda. Nessuno dei collettori ad alta massa ebbe successo e il pozzo aereo di Knapen è un esempio particolarmente evidente.
Il problema con i collettori ad alta massa era che non potevano liberarsi del calore a sufficienza durante la notte — nonostante le caratteristiche del progetto fossero intese a garantire che ciò accadesse. Mentre alcuni pensatori hanno creduto che Zibold potesse avere avuto ragione, dopo tutto, un articolo in Journal of Arid Environments discute sul perché i progetti di un condensatore ad alta massa di questo tipo non possono produrre utili quantità di acqua.
Anche se i pozzi d'aria antichi sono citati in alcune fonti storiche, di questi non esistono che scarse prove, e la persistente convinzione della loro esistenza presenta il carattere di un mito moderno.

### Radiativo

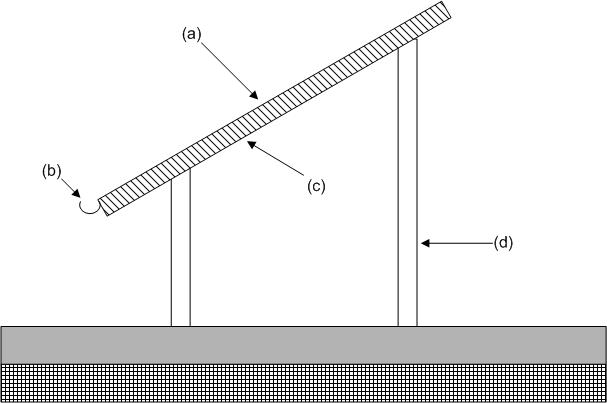
Diagramma del collettore radiativo. (a) Superficie radiante/condensante, (b) canale collettore, (c) isolamento posteriore, (d) supporto.

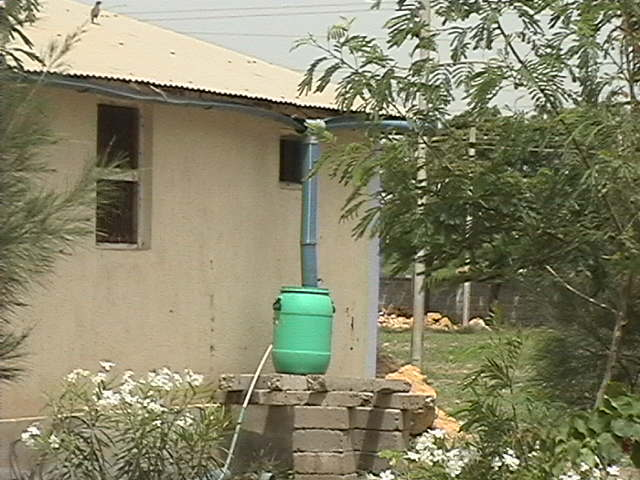
Strutture di copertura metallica, come in questo caso, possono essere utilizzate per raccogliere l'acqua dall'umidità dell'aria, semplicemente aggiungendo una grondaia e, per incrementare la produzione d'acqua, uno strato d'isolamento sottostante. Senza l'isolamento, la produzione ammonta a circa la metà dei condensatori di plastica.

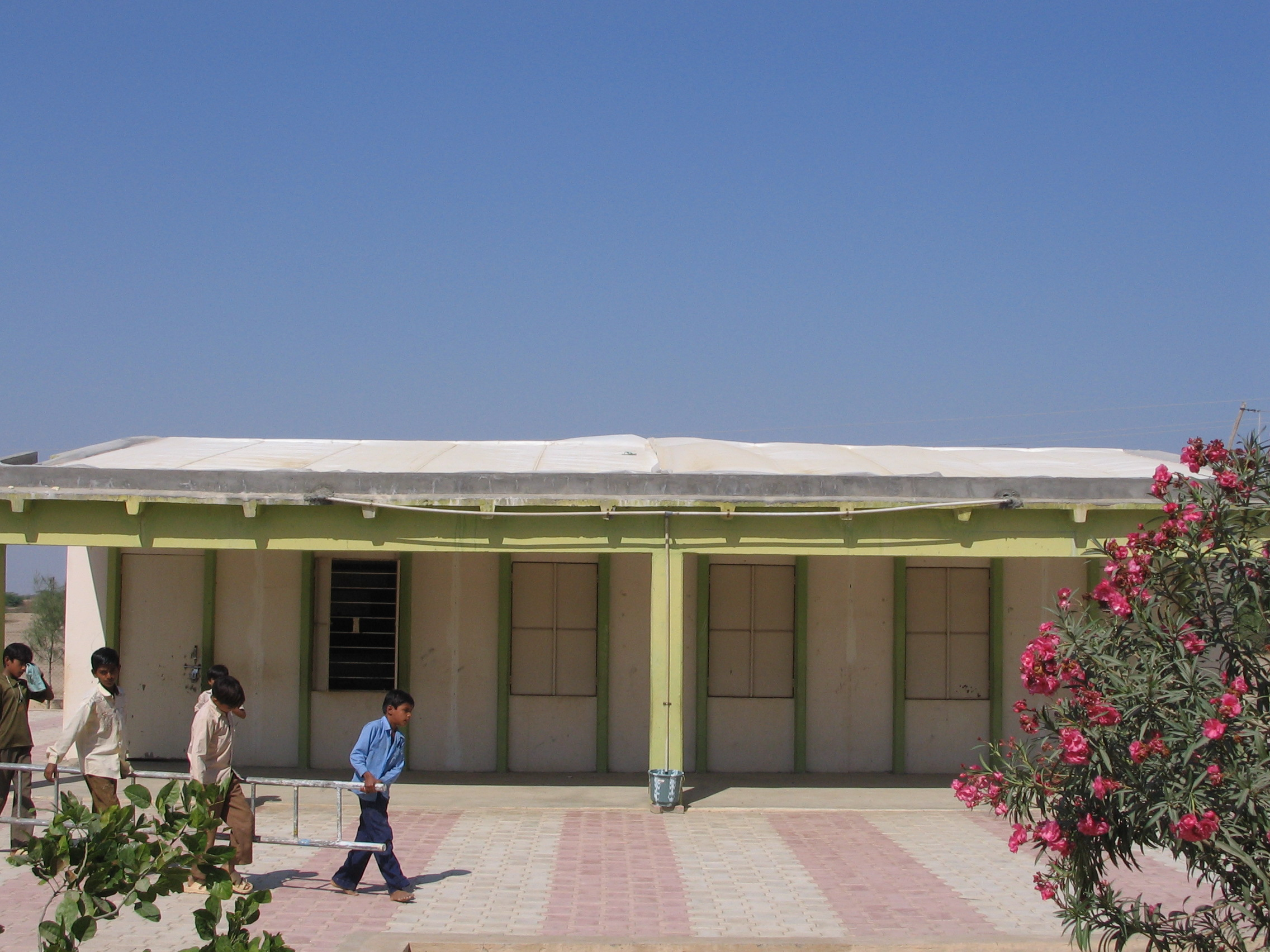
Un esempio di installazione di un condensatore sul tetto, dove il condensatore è composto da plastica con particolari proprietà, con uno strato isolante tra il tetto vero e proprio e il condensatore. Questa installazione è sopra un edificio scolastico a Sayara (Kutch, India). A differenza dei tetti metallici, i tetti di calcestruzzo non attraggono la condensa senza trattamento, da qui la necessità di un condensatore esterno. La produzione di tale condensatore è quasi 2 volte maggiore di quella di un tetto metallico, a parità degli altri fattori.

Un pozzo d'aria radiativo è progettato per raffreddare un sostrato irradiando calore nel cielo notturno. Il sostrato ha una massa piccola così che non può trattenere il calore, ed è isolato termicamente da qualsiasi altra massa, incluso il terreno. Un tipico collettore radiativo presenta una superficie di condensazione con un angolo di 30° rispetto al piano orizzontale. La superficie di condensazione è appoggiata su uno spesso strato di materiale isolante come schiuma di polistirene e sollevata di 2–3 metri (7–10 ft) sopra il livello del suolo. Questi condensatori possono essere utilmente installati sui tetti con il colmo di edifici bassi o sostenuti da una semplice intelaiatura. Sebbene altezze diverse tipicamente non funzionino così bene, può essere meno costoso montare un collettore vicino al livello del suolo o su un edificio a due piani.
Il condensatore radiativo di 600 metri quadri (6 500 ft²) qui riportato è costruito accanto al terreno. Nell'area dell'India nordoccidentale dove è installato la rugiada si presenta per 8 mesi all'anno, e l'installazione raccoglie circa 15 millimetri (0,59 in) di acqua di rugiada nell'arco della stagione con quasi 100 notti di rugiada. In un anno essa fornisce un totale di circa 9 000 litri (2 000 imp gal; 2 400 US gal) di acqua potabile per la scuola che possiede e gestisce il sito.
Sebbene le superfici piane abbiano il vantaggio della semplicità, altre opzioni, come nel caso delle piramidi o coni invertiti, possono essere notevolmente più efficaci. Questo avviene probabilmente perché questi modelli schermano le superfici di condensazione dal calore indesiderato irradiato dagli strati inferiori dell'atmosfera, ed essendo simmetrici, non sono sensibili alla direzione del vento.
Nuovi materiali possono essere utilizzati per condensatori ancora migliori. Uno di questi materiali è ispirato allo scarafaggio del Deserto della Namibia, che sopravvive solo grazie all'umidità estratta dall'atmosfera. È stato scoperto che la sua schiena è ricoperta da minuscole sporgenze: i picchi sono idrofili, mentre le rientranze sono idrofobiche. Ricercatori al Massachusetts Institute of Technology hanno simulato questa possibilità grazie alla creazione di una superficie texturizzata che combina materiali idrofili alternati a materiali idrofobici.

### Attivo

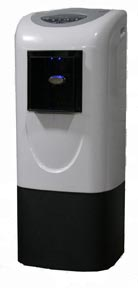
Un generatore commerciale di acqua atmosferica progettato per l'utilizzo residenziale.

I collettori attivi di acqua atmosferica sono in uso fin dalla commercializzazione della refrigerazione meccanica. Essenzialmente, tutto ciò che occorre è raffreddare uno scambiatore di calore al di sotto del punto di rugiada, e l'acqua verrà prodotta. Tale produzione di acqua può avere luogo come sottoprodotto, probabilmente indesiderato, della deumidificazione. Il sistema di condizionamento dell'aria del Burj Khalifa a Dubai, ad esempio, produce 15 milioni di galloni americani (57 000 m³) stimati di acqua ogni anno, che è usata per irrigare le piantumature panoramiche della torre.
Visto che la refrigerazione meccanica è un processo ad alto fabbisogno energetico, i collettori attivi sono tipicamente limitati ai posti dove non c'è fornitura idrica, oppure l'acqua possa essere dissalata o purificata ad un costo relativamente basso, e che siano sufficientemente lontani da una riserva di acqua dolce da rendere il trasporto antieconomico. Questa situazione è piuttosto rara: in un caso simile, tuttavia, si provò a costruire una grande installazione negli anni 1930 a Cook (Australia Meridionale) senza successo a causa del costo di esercizio troppo elevato – era infatti meno costoso trasportare l'acqua dolce da lontano.
Nel caso di piccole installazioni, la convenienza può superare i costi. C'è una vasta gamma di piccole macchine progettate per essere usate negli uffici, le quali producono alcuni litri d'acqua potabile dall'atmosfera. Tuttavia, ci sono casi in cui non ci sono altre fonti d'acqua a parte l'atmosfera. Per esempio, negli anni 1930, alcuni progettisti statunitensi aggiunsero sistemi di condensazione ai dirigibili — in quel caso l'aria era quella emessa dagli scarichi dei motori, e dunque l'acqua aggiuntiva era un prodotto della combustione. L'umidità era raccolta e utilizzata come zavorra aggiuntiva per compensare la perdita di peso derivata dal consumo di carburante. Accumulando zavorra in questo modo, la galleggiabilità del dirigibile poteva essere mantenuta relativamente costante senza il rilascio di elio, che era sia costoso che disponibile in quantità limitata.
Più recentemente, sulla Stazione spaziale internazionale, il modulo Zvezda include un sistema di controllo dell'umidità. L'acqua raccolta è utilizzata per alimentare il sistema Elektron per l'elettrolisi dell'aria che crea idrogeno e ossigeno, ma può essere utilizzata anche per dissetarsi in caso di emergenza.
Vi è una grande varietà di tecniche per minimizzare i requisiti energetici dei condensatori attivi:
- Un metodo prevede l'utilizzo del terreno come dissipatore di calore conducendo l'aria tramite condotti interrati.[53] Ciò viene fatto sovente per fornire aria fredda agli edifici tramite uno scambiatore di calore accoppiato al terreno (noto anche come Earth tubes), laddove la condensazione sia considerata un problema rilevante.[54] Il problema principale è che i tubi sotterranei sono esposti agli agenti contaminanti e sono difficili da tenere puliti. Progetti di questo tipo richiedono di forzare l'aria attraverso i tubi tramite l'uso di ventole, ma la potenza elettrica può essere fornita (anche in complemento) da una turbina eolica.[55]
- L'acqua marina fredda si usa nella serra ad acqua marina (Seawater Greenhouse) sia per raffreddare che per umidificare l'interno della struttura, simile a una serra. Il raffreddamento può essere così efficace che non solo le piante all'interno beneficiano della minore traspirazione, ma la rugiada si deposita all'esterno della struttura e può essere facilmente raccolta dai canali.[5]
- Un altro tipo di collettore di acqua atmosferica fa uso di essiccanti che adsorbono l'acqua atmosferica a temperatura ambiente, rendendo possibile estrarre l'umidità anche quando l'umidità relativa arriva solo fino al 14 per cento.[56] Sistemi di questo tipo si sono rivelati molto utili come scorte di emergenza di acqua potabile.[57][58] Per la rigenerazione, occorre riscaldare l'essiccante.[59] In alcuni progetti l'energia di rigenerazione è fornita dal sole; l'aria è ventilata di notte su un letto di essiccanti che adsorbono il vapore acqueo. Durante il giorno, i locali sono chiusi, l'effetto serra aumenta la temperatura e, come nelle piscine di dissalazione solare, il vapore acqueo è parzialmente desorbito, si condensa su una parte fredda e viene poi raccolto.[5]
- Una compagnia francese ha recentemente progettato una piccola pala eolica da 30 kW per alimentare un refrigeratore per la condensa dell'acqua.[60]